# 테네시주의 기

테네시 주의 기

테네시의 기는 테네시주의 깃발이다.

## 개요
전형적인 미국 남부지역의 깃발이며, 빨간 바탕에 별이 세개 있는 원과, 바탕 옆면에 하양-파랑으로 이루어진 세로줄이 있는 형태의 기이다.
원 안에 있는 세개의 별은 테네시주를 구성하는 3개의 대구역(Grand Division)을 의미한다.